# Torres D'Oboe
Las Torres D'Oboe son un complejo residencial de rascacielos de 114 metros de altura construidos en Benidorm en 2009. El complejo de 326 apartamentos se compone de dos torres gemelas idénticas dispuestas una al lado de la otra. El proyecto contempla una tercera torre de menor altura en una parcela adyacente, separada por una calle, que aún no se ha construido.